# Marcelino Vargas
Marcelino Vargas (1921) foi um futebolista paraguaio que atuava como goleiro.

## Carreira
Marcelino Vargas fez parte do elenco da Seleção Paraguaia de Futebol, na Copa do Mundo de 1950 no Brasil.